# Grammodes geometrica
Espèce
Grammodes geometrica est une espèce de lépidoptères (papillons) nocturnes de la famille des Erebidae.
On le trouve de l'Est de la Méditerranée aux régions tropicales de l'Orient et de l'Australasie.
Les chenilles se nourrissent sur Phyllanthus, Cistus, Diospyros, Ricinus, Oryza, Tamarix, Polygonum, Ziziphus et diverses graminées.

## Galerie

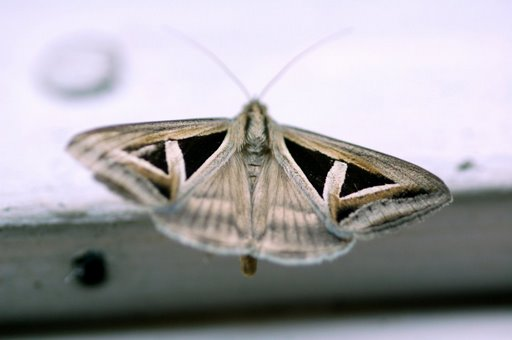

## Synonymes
- Noctua geometrica Fabricius, 1775
- Phalaena ammonia Cramer, [1779]
- Grammodes bifulvata Warren, 1913
- Grammodes orientalis Warren, 1913